# Павлов, Анатолий Георгиевич
Анатолий Георгиевич Павлов (22 апреля 1920 — 4 января 2007) — советский военачальник, ветеран военной разведки. 1-й заместитель начальника Главного разведывательного управления ГШ ВС СССР (1978—1989), генерал-полковник.

## Биография
Уроженец Ивановской области, русский. В РККА с 1938 года. Окончил Военную академию бронетанковых войск.
На фронтах Великой Отечественной войны с октября 1941 года, в марте 1942 года был тяжело ранен. С апреля 1945 года — заместитель по технической части командира 383-го тяжёлого самоходного артиллерийского полка. Награждён орденами и медалями.
В военной разведке с 1946 года. Окончил Военно-дипломатическую академию. С 1960 года находился в Великобритании, где работал в резидентуре ГРУ в Лондоне под прикрытием советника по науке Посольства СССР в Великобритании. Резидент ГРУ в Лондоне (1962—1963).
С 1963 года — в центральном аппарате ГРУ. Занимал должности: начальник НИИ ГРУ; начальник 4-го Управления ГРУ; начальник Военно-дипломатической академии Советской Армии (1975—1978); 1-й заместитель начальника ГРУ (1978—1989).
После отставки в 1989 году — председатель Совета ветеранов военной разведки.
Кандидат военных наук, профессор.
Похоронен на Троекуровском кладбище.

## Семья
Жена — доктор химических наук, профессор Татьяна Михайловна Фрунзе (1920—2024); дочь Михаила Фрунзе.
Сын Тимур (1944—2008).
Дочь Елена.

## Награды
- орден Дружбы (1995)[2]
- орден Ленина